# Mannön
Mannön est une île de l’archipel de Luleå en Suède,,.

## Présentation
Mannön est située dans la partie sud de l'archipel de Luleå, au sud de Kunoön. à proximité de Rosvik.
Mannön est l'une des plus grandes îles de la partie sud de l'archipel de Luleå. 
L'île est proche d'Alhamn et servait de pâturage pour les moutons des habitants d'Ersnäs. 
Grâce à la construction navale, Mannön a gagné une population permanente au début du XIXème siècle. 
En 1810, Mannön était habitée de manière permanente, mais les familles de cette époque ont disparu ou sont parties vers le continent. 
Le village abandonné est situé à la pointe nord de l'île.
Près du village se trouve la baie de Nickenviken, 
Au sud se trouve également un ancien village de pêcheurs abandonné.